# Back of My Mind
Back of My Mind este al patrulea album de studio al lui Christopher Cross, înregistrat și lansat în 1988. Pentru acest album Cross a colaborat pentru partea de voce de fundal cu Michael McDonald, Christine McVie, Ricky Nelson și alții. După ce albumul și single-ul nu au reușit să intre în clasamente (cu excepția lui „I Will (Take You Forever)”, care a prins clasamentele din afara Statelor Unite) și din cauza declinului în vânzări ale materialelor discografice ale artistului, începând cu Another Page, Cross a fost nevoit să renunțe la contractul cu Warner Bros. Records. După cinci ani Cross a semnat un nou contract cu casa de discuri BMG și a lansat un nou album, Rendezvous.

## Lista melodiilor
1. „Someday” (Christopher Cross, Rob Meurer) - 3:12
2. „Never Stop Believing” (Christopher Cross, Erich Bulling, John Bettis) - 4:00
3. „Swept Away” (Christopher Cross, John Bettis, Steve Dorff) - 4:23
4. „Any Old Time” (Christopher Cross, John Bettis) - 4:05
5. „I Will (Take You Forever)” (Christopher Cross, Michael Omartian, Rob Meurer) - 4:15
6. „She Told Me So” (Christopher Cross, Michael Omartian, John Bettis) - 4:08
7. „Back of My Mind” (Christopher Cross, Rob Meurer) - 3:55
8. „I'll Be Alright” (Christopher Cross, Michael Omartian, Rob Meurer) - 4:54
9. „Alibi” (Christopher Cross, Rob Meurer) - 4:41
10. „Just One Look” (Christopher Cross) - 4:37